# Pennocrucium
Pennocrucium war eine römische Stadt in Britannien.

## Geografie
Pennocrucium lag beim heutigen Water Eaton im südlichen Staffordshire, 12 Meilen entfernt von der Hafenstadt Uxacona. Durch Pennocrucium führte die wichtige Römerstraße Watling Street von England nach Nordwesten.

## Geschichte
Erbaut wurde Pennocrucium im 2. Jahrhundert n. Chr. Die Stadt war ein wichtiger Verkehrsknotenpunkt an der Watling Street.
Erwähnt wird diese Stadt im Itinerarium Antonini.